# Mas del Fideuer
El Mas del Fideuer és una masia de Reus (Baix Camp) situada al Burgar, a l'oest de la via de la Selva, vora la partió del terme d'aquell poble amb el terme de Reus.

## Descripció
És una construcció de planta quadrada i volum senzill, amb dues plantes d'alçada. La coberta té un terrat a la catalana i badalot. La façana principal s'ordena amb un eix vertical que fa simètrics els buits de les finestres i les portes d'accés dels extrems. Les façanes tenen molt poca ornamentació, que es basa sobretot en petits ràfecs teulats, que protegeixen les finestres i portes de l'aigua. La barana de coronació del terrat, té una peculiar forma de merlets que voregen tot el perímetre, i li donen al mas l'aire d'una talaia.
L'estat actual del mas és bo. De la finca se'n ha segregat una part, on hi queda la bassa circular, el motor i la sínia. El traçat del caminal s'ha modificat, però es conserva una placeta amb palmeres.